# Cérumen
 (août 2025).

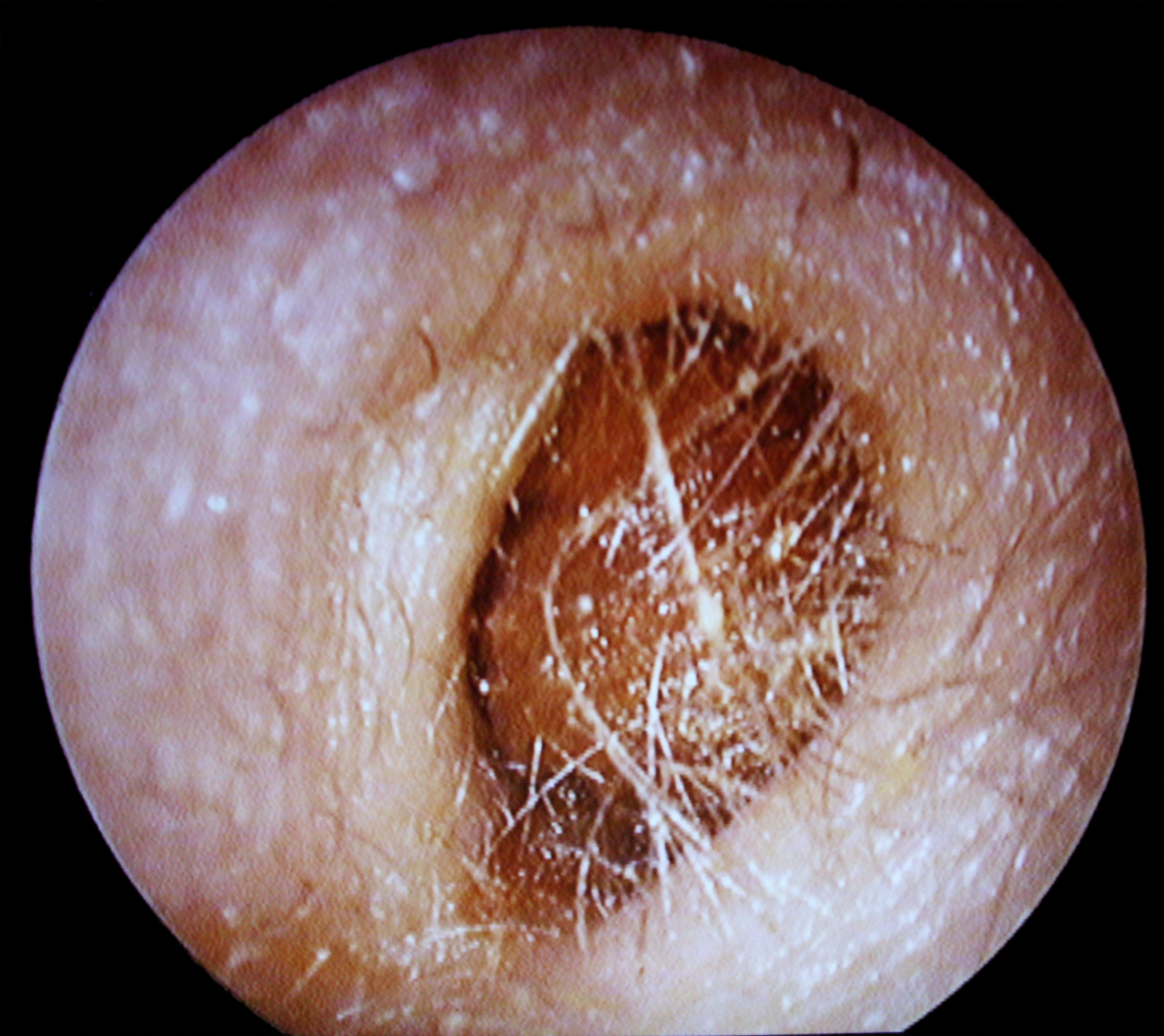
Bouchon de cérumen obstruant la lumière du conduit auditif externe.

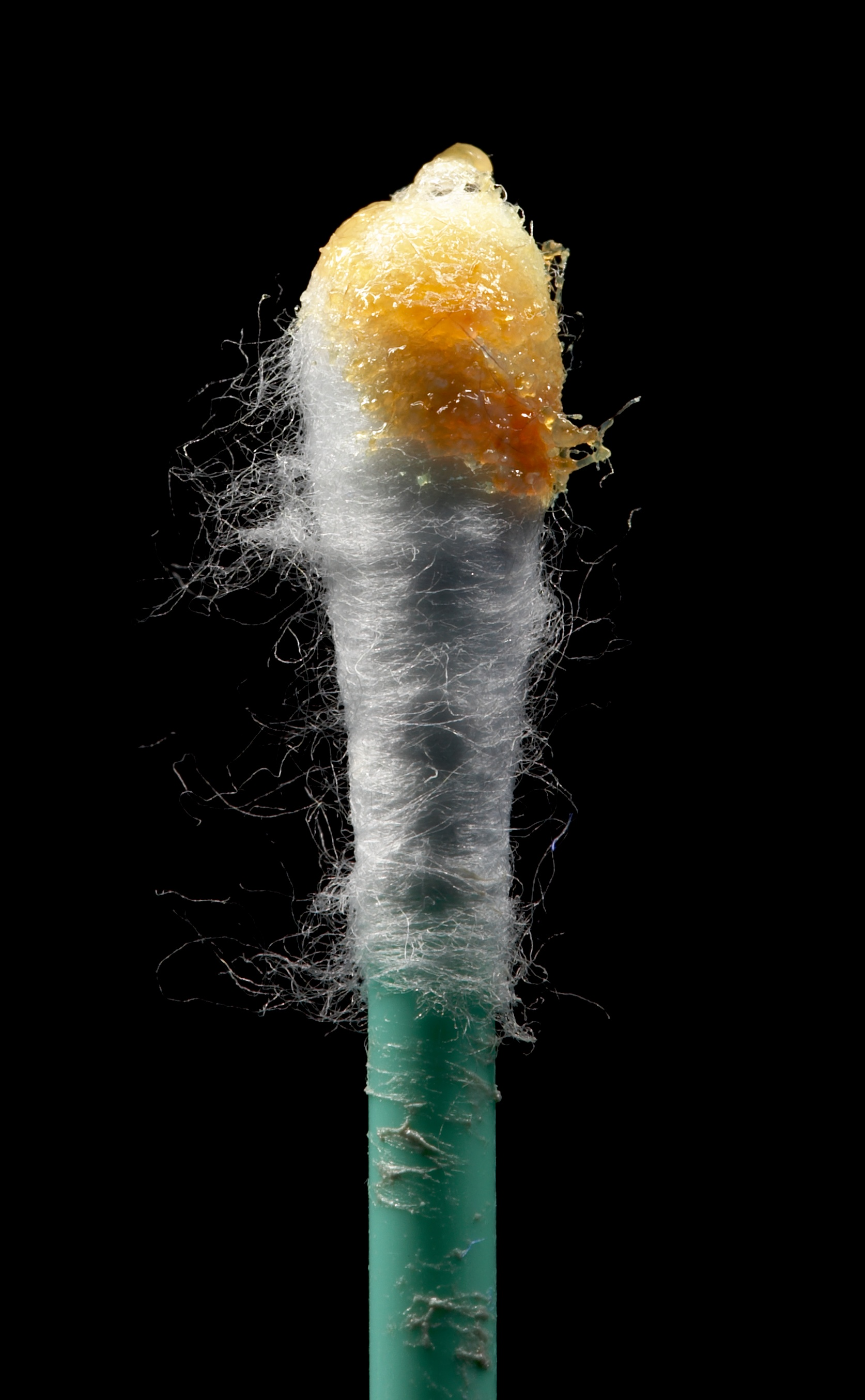
Cérumen au bout d'un coton-tige.

Le cérumen, du latin scientifique cerumen auris, de cera (« cire ») et auris (« oreille »), est une substance généralement jaunâtre ou blanchâtre, cireuse, sécrétée dans le conduit auditif externe des humains et autres mammifères. Il joue un rôle qui s'est relativisé dans le temps pour l'oreille humaine, aidant à son nettoyage et sa lubrification, et fournissant aussi une protection contre les bactéries, les champignons et les insectes. L'excès de cérumen dans les oreilles peut conduire à une perte auditive.

## Production
Le cérumen est produit dans le tiers externe de la portion cartilagineuse du conduit auditif externe. C'est un mélange de sécrétions visqueuses des glandes sébacées et d'autres moins visqueuses des glandes de transpiration apocrine (glandes cérumineuses (en)) modifiée. Il est constitué à une soixantaine de pourcents de kératine.

### Couleur et texture
L'on distingue principalement deux types de cérumen : « sec » et « humide ». Le cérumen sec est souvent cassant, sec, et peut varier en couleur d'une teinte claire à brun-gris. En revanche, le cérumen humide est généralement foncé, humide, et collant. Le cérumen humide peut être jaunâtre, orangé, brunâtre voire rougeâtre. Il peut acquérir une couleur plus foncée et se durcir après une prolongation de sa présence dans l’oreille. Les caractéristiques de couleur et de texture de cette matière sont influencées par la génétique et peuvent varier d'un individu à l'autre. Les individus d'origine asiatique et autochtone des Amériques ont le plus souvent un type de cérumen sec pulvérulent, et à l'inverse, les individus d'origine africaine et européenne présentent plus fréquemment un type humide.
Le type de cérumen chez l'humain est déterminé par une seule paire de nucléotides dans le gène appelé C11 du transporteur atp-binding-cassette. En plus de l'affectation du type de cérumen, cette mutation réduirait aussi la transpiration. Les chercheurs imaginent que la réduction de transpiration serait due aux ancêtres des populations est-asiatiques et des Amérindiens, qui auraient vécu à des époques plus froides. Le type de cérumen est d'ailleurs utilisé par les anthropologues pour suivre les tendances migratoires humaines, comme celles des Inuits.

## Fonctions

### Nettoyage
Le nettoyage du canal de l'oreille intervient comme résultat d'un « tapis de transport », le procédé de migration épithéliale, aidé par le mouvement de la mandibule. Les cellules formées à partir du centre de la membrane du tympan migrent vers  sa périphérie puis l'extérieur, d'abord lentement (à une allure équivalente à celle de la pousse d'un ongle) depuis l'ombilic du tympan jusqu'aux parois du canal osseux de l'oreille, puis plus rapidement jusqu'à l'entrée cartilagineuse du canal. Le cérumen du canal est poussé vers l'extérieur, emmenant avec lui toute la poussière, saletés et particules de matières qui pourraient s'accumuler dans le canal. Les mouvements de la mandibule aident en augmentant la probabilité d'extrusion.

### Lubrification
La lubrification empêche l'assèchement et la démangeaison de la peau à l'intérieur du canal (connu comme « astéatose »). Les propriétés lubrifiantes proviennent du haut taux de lipides du sébum produit par les glandes sébacées. Dans le cérumen de type humide au moins, ces lipides incluent du cholestérol, du squalène et de nombreux acides et alcools gras à longue chaîne.

### Rôle antibactérien et antifongique
Alors que le rôle antibactérien et antifongique du cérumen était méconnu jusque dans les années 1960, des études récentes[réf. nécessaire] ont mis en évidence son rôle de protection contre certaines sortes de bactéries, notamment Haemophilus influenzae, Staphylococcus aureus et de nombreuses variantes d’Escherichia coli. La croissance de deux champignons habituellement présents dans les cas d'otomycose est aussi nettement réduite. Ces propriétés antibactériennes sont dues principalement à la présence d'acides gras saturés, de lysozyme et en particulier au pH relativement bas qui fait du cérumen un milieu acide. Le cérumen protège l'oreille des intrusions de bactéries et de microchampignons (responsables d'otomycoses causées par des Aspergillus dans 80 à 90 % des cas, et par des Candida dans 10 % à 20 % des cas et plus rarement par d'autres espèces telles que Phycomycetes, Rhizopus et Actinomyces). Le cérumen a des vertus antiseptiques et il collecte les particules (dont les cellules mortes des tympans et de la muqueuse) qui pourraient encombrer le conduit auditif pour peu à peu et naturellement les évacuer vers l'extérieur, grâce aux mouvements de la mandibule: mastication, phonation, bâillements… (l'intérieur du conduit auditif est auto-nettoyant, seule l'entrée du conduit doit être nettoyée).

## Bouchon de cérumen
De manière générale, le cérumen est naturellement éliminé de l’oreille ou est emporté à l’extérieur par de l’eau, par exemple, lors de la douche. Cependant, il se peut qu’une accumulation excessive de cérumen forme un bouchon partiel ou complet. Des causes possibles de cet accumulation excessive sont : 
- L'âge avancé.
- Un conduit auditif très étroit.
- Une production excessive de cérumen.
- Le port d’appareils auditifs ou de bouchons d’oreille qui bloquent l'expulsion du cérumen.
- La présence de poils superflus ou d’un corps étranger dans le conduit auditif.
- L’insertion de coton-tiges dans le conduit auditif.

### Symptômes
Un bouchon de cérumen peut se manifester de différentes manières :
- La sensation d’oreille bouchée ou de pression dans les oreilles.
- De l’irritation dans le conduit auditif.
- De la douleur et/ou de l'inconfort dans le conduit auditif.
- Un acouphène (par exemple, un bourdonnement ou un sifflements dans l'oreille).
- Des vertiges et/ou des troubles de l’équilibre.
- Une perte auditive partielle.
- Une toux persistante.

Ces symptômes ne sont cependant pas spécifiques du bouchon de cérumen et peuvent être dus à d'autres causes. Il est recommandé de consulter un médecin ou un professionnel de la santé auditive qui pourra vérifier à l'aide d'un otoscope la présence ou non d'un bouchon ou encore d’un corps étranger.

### Prévalence
La prévalence des bouchons de cérumen varie considérablement, de 8,9 % à 20,0 % dans le monde.
En Europe, des études montrent la prévalence des bouchons de cérumen entre 2% et 6%, et en Angleterre et au Pays de Galles, entre 700 000 et 2 million d’adultes rapportent des bouchons de cérumen.
Aux États-Unis, 12 million d’adultes recherchent des soins médicaux pour les bouchons de cérumen chaque année. Au Brésil, la prévalence varie entre 8,4% et 13,7%.
La Tanzanie montre une prévalence entre 8,4% et 52,6%, et quelques études estiment une prévalence de 10% à 20% pour le continent africain.
La prévalence des bouchons de cérumen varie également selon les populations. Par exemple, les bouchons de cérumen sont présents chez 10 % des enfants, 5 % des adultes en bonne santé, jusqu'à 57 % des personnes âgées vivant dans des maisons de retraite et 36 % des personnes souffrant d'un handicap intellectuel.

### Bouchon de cérumen chez les aînés
Les personnes âgées sont plus susceptibles d’avoir des bouchons de cérumen. Avec l’âge, les glandes sébacées deviennent plus petites et font moins de sécrétions de cérumen. À cause de ces changements, le cérumen devient plus sec et moins efficace dans ses fonctions. La quantité de cérumen commence à réduire dans les conduits auditifs externes, mais la quantité de cellules mortes de la peau continue d’augmenter dans les conduits, ce qui contribue à la formation des bouchons de cérumen.

## Traitements
Du cérumen en excès peut gêner le passage des sons dans le canal auditif, causant une diminution de l'acuité auditive. Il est estimé être la cause de 60 à 80 % des pannes des prothèses auditives, les plus touchées étant les aides intra-auriculaires. L'exérèse de cérumen dans le conduit auditif externe peut être effectuée par un médecin, un infirmier, un ORL, un audiologiste ou un audioprothésiste. Il existe différentes méthodes pour le nettoyage de cérumen,,.

### Irrigation
La méthode par irrigation consiste à envoyer un volume d'eau à température du corps (l'eau froide peut entrainer des vertiges) dans l'oreille qui génère une pression et chasse le bouchon de cérumen vers l'extérieur. L'utilisation d'une seringue est généralement préconisée,,. Cette technique est souvent utilisée conjointement avec un agent ramollissant qui aide à faciliter l’extraction du bouchon de cérumen. L’irrigation est considérée comme un des traitements les plus simples à effectuer car elle requiert moins de matériel  et peut être effectuée par le patient lui-même sans le besoin de formation. Par contre, l’irrigation n’est pas recommandée pour les patients ayant des tubes trans-tympaniques, un historique accru d’otites et/ou qui ont une perforation de la membrane tympanique.

### Extraction manuelle
Il y a les méthodes d'extraction manuelle avec la curette, la pince contre-coudée ou par succion avec un aspirateur qui peuvent être utilisées quand le canal auditif est partiellement bouché et le bouchon n'adhère pas à la peau du canal. Il y a cependant un risque de perforer le tympan,,. Un otoscope permettant de visualiser le conduit auditif lors de l’extraction est aussi utilisé. Par contre, cette technique ne peut seulement être effectuée que par un professionnel de la santé, tel qu’un audiologiste ou une infirmière. L’avantage de l’extraction manuelle est qu’elle est une technique rapide et qui ne requiert pas d’eau, ce qui réduit les risques d’infection.

### Agent ramollissant
Un agent ramollissant liquide, aussi appelé céruménolytique, est souvent utilisé seul ou conjointement avec un autre traitement, tel que l'irrigation ou l'extraction manuelle. Cette technique est habituellement nécessaire afin d'assouplir, de fragmenter ou de dissoudre le cérumen. Il existe trois types d’agent ramollissant : à base d'eau, à base d'huile et autres. Il est recommandé d'utiliser quelques gouttes d'agent céruménolytique, par exemple de l'huile d'olive ou d'amande ou des gouttes en vente libre,,. Cette technique est souvent suffisante pour traiter les cas légers de bouchon de cérumen, évitant ainsi d'utiliser des traitements plus invasifs. Par contre, cette technique ne doit pas être utilisée si le patient a une perforation tympanique, des tubes trans-tympaniques ou une infection du canal auditif.

## Traitements à proscrire

### Utilisation du coton-tige
Le coton-tige a été conçu et mis sur le marché pour le nettoyage des oreilles, mais les oto-rhino-laryngologistes et dermatologues recommandent de ne pas l'utiliser pour nettoyer le conduit interne de l'oreille, tout particulièrement chez les bébés et les jeunes enfants et chez les personnes âgées.
Le coton-tige est paradoxalement devenu « la cause la plus fréquente d'un bouchon de cérumen » dans le conduit auditif (74,2 % de 65 patients consultant pour un bouchon de cérumen uni ou bilatéral, dont 18 étaient des enfants de moins de dix ans, selon Desaulty et ses collègues), ce qui peut avoir des conséquences néfastes, l'absence de cérumen favorisant notamment les inflammations de la muqueuse de l'oreille avec généralement un prurit auriculaire, de l'eczéma, des otalgies, otorrhées, voire une hypoacousie ou des surinfections,. Le coton-tige tend plutôt à augmenter la production de cérumen et il contribue à le compacter dans l'oreille. Il ne devrait être utilisé que pour nettoyer les creux du pavillon et à la rigueur la périphérie de l'entrée du conduit auditif. En cas de nécessité, le conduit EXTERNE peut être nettoyé par un bain d'eau salée stérile (il a été montré in vitro que l'eau de mer dissout le cérumen, ce qui peut expliquer le fait que des activités aquatiques durant lesquelles la tête est immergée prédisposent à des infections de l'oreille). Il est recommandé aux nageurs et plongeurs de bien sécher leur conduit auditif, mais sans y plonger d'objet dur et en respectant le cérumen.